# Guerra bulgaro-bizantina dell'894-896
La guerra bulgaro-bizantina dell'894-896, anche nota come guerra del commercio, è stato un conflitto combattuto tra l'Impero bulgaro e l'Impero bizantino come conseguenza della decisione dell'imperatore bizantino Leone VI di spostare il mercato bulgaro da Costantinopoli a Tessalonica, circostanza che avrebbe comportato un considerevole incremento delle spese dei mercanti bulgari.
In seguito alla sconfitta dell'esercito bizantino nelle fasi iniziali della guerra, nell'894 Leone VI chiese aiuto ai Magiari, i quali a quei tempi abitavano le steppe a nord-est della Bulgaria. Assistiti dalla marina bizantina, nell'895 i Magiari invasero la Dobrugia e sconfissero le truppe bulgare. Simeone I avviò le negoziazioni per una tregua, ma protrasse deliberatamente le negoziazioni con i bizantini fino a che non si assicurò l'assistenza dei Peceneghi. Attaccati da ogni fronte dai Bulgari e dai Peceneghi, i Magiari subirono una pesante sconfitta per mano dell'esercito bulgaro e furono costretti a migrare più a occidente, insediandosi in Pannonia.
Neutralizzata la minaccia magiara, Simeone si diresse a sud e sbaragliò i romei nella battaglia di Bulgarofigo nell'estate dell'896, costringendo Bisanzio ad accettare le condizioni imposte dai bulgari. La guerra terminò con un trattato di pace che ristabilì il mercato bulgaro a Costantinopoli e confermò il predominio bulgaro nei Balcani. L'Impero bizantino fu costretto a versare alla Bulgaria un tributo annuale in cambio della restituzione dei prigionieri di guerra bizantini sia civili che militari. Inoltre, i bizantini cedettero alla Bulgaria delle terre comprese tra il Mar Nero e i Monti Strandža. Nonostante alcune violazioni, il trattato rimase valido formalmente fino al 912.

## Contesto storico

Europa centrale e sudorientale intorno all'850

Durante la parentesi al potere di Boris I (regnante dall'852 all'889), la Bulgaria subì cambiamenti importanti, ovvero la cristianizzazione della nazione e l'ammissione dei discepoli dei Santi Cirillo e Metodio, che segnarono l'inizio della creazione e del consolidamento dell'alfabeto e della letteratura bulgara medievale. In seguito a intense negoziazioni con il Papato a Roma e il Patriarcato Ecumenico di Costantinopoli, la Bulgaria si convertì alla Chiesa ortodossa, provocando il malcontento di parte della nobiltà che associava direttamente la nuova religione all'Impero bizantino e temeva che la regione sarebbe caduta sotto l'influenza dei romei.
Nel corso del Concilio di Preslav dell'893, convocato in seguito al tentativo fallimentare da parte del primogenito di Boris I, Vladimiro-Rasate (regnante dall'889 all'893), di ripristinare la tradizionale religione bulgara, il tengrismo, fu deciso che il bulgaro antico avrebbe sostituito il greco come lingua della Chiesa e il clero bizantino sarebbe stato espulso e sostituito con ecclesiastici bulgari. Le decisioni del Concilio erano in linea con le ambizioni di Boris I di assicurarsi l'indipendenza religiosa e culturale dall'Impero bizantino e calmò le preoccupazioni della nobiltà. Fu inoltre deciso che il suo terzogenito, Simeone, nato in seguito alla cristianizzazione e chiamato il «figlio della pace», sarebbe diventato il suo successore. Questi avvenimenti posero fine alle speranze bizantine di esercitare influenza sulla terra straniera di recente cristianizzata.

## Preludio

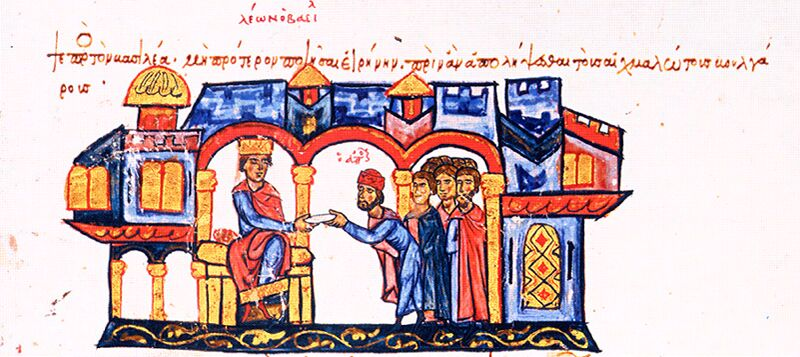
Una delegazione bulgara e Leone VI (dallo Scilitze di Madrid)

Nell'894 Stiliano Zautze, basileopator e primo ministro di Leone VI il Saggio (r. 886-912), convinse l'imperatore a spostare il mercato bulgaro da Costantinopoli a Tessalonica. Tale spostamento alterava non solo interessi privati, ma anche l'importanza commerciale internazionale della Bulgaria, nonché le relazioni commerciali bizantino-bulgare, regolate dal trattato del 716 e da altri accordi bilaterali. Ai mercanti bulgari fu concesso di risiedere a Costantinopoli, nella loro colonia e con il privilegio di pagare tasse favorevoli. La capitale era una città importante e punto di transito di diverse rotte commerciali che giungevano da tutta l'Europa e l'Asia. Il trasferimento del mercato bulgaro a Tessalonica tagliò ai Bulgari l'accesso diretto agli scambi con l'Oriente, che allora i Bulgari avrebbero dovuto comprare tramite intermediari i quali erano stretti associati di Stiliano Zautze. A Tessalonica i Bulgari furono inoltre costretti a pagare tariffe più alte per vendere i loro beni, circostanza che arricchiva Zautze.
Il cronista bizantino Teofane Continuato descrisse le ragioni del conflitto in questi termini:
(Chronographia di Teofane Continuato)
L'estromissione dei mercanti da Costantinopoli costituiva un danno pesante agli interessi economici bulgari. I mercanti manifestarono il proprio disappunto a Simeone I, il quale a sua volta fece presente la questione a Leone VI, ma senza ricevere risposta. Simeone, che secondo i cronisti bizantini stava cercando un pretesto per dichiarare guerra e impadronirsi del trono bizantino, decise quindi di reagire ingaggiando le armi, provocando quella che talvolta è stata definita (impropriamente) la prima guerra commerciale in Europa. Tuttavia, molti studiosi come Vasil Zlatarski e John Fine considerano infondate queste affermazioni, sostenendo che all'inizio del suo regno Simeone necessitava di consolidare il proprio potere e le proprie ambizioni imperiali ancora non si erano cristallizzate, motivo per cui il suo intervento militare è da interpretare come un atto difensivo volto a proteggere gli interessi commerciali bulgari.

## Campagne iniziali e intervento magiaro
Nell'autunno dell'894 Simeone I sferrò un'invasione della Tracia bizantina, prendendo vantaggio degli scontri tra Bisanzio e gli Arabi in Oriente, che avevano reso le province balcaniche vulnerabili. Leone VI allestì rapidamente un esercito sotto i generali Procopio Crenite e Curticio e molti arconti, nei quali figuravano dei membri mercenari di etnia cazara facenti parte della guardia imperiale. Nella successiva battaglia nel Thema di Macedonia (moderna Tracia Orientale), probabilmente avvenuta nei pressi di Adrianopoli, i Bizantini furono sconfitti e i loro comandanti uccisi. Molti dei Cazari furono catturati e Simeone, dopo aver fatto tagliare loro i nasi, «li inviò nella capitale [Costantinopoli] per ricordare la vergogna dei Romani [ovvero i Bizantini]». Gli invasori saccheggiarono la regione e si ritirarono verso nord portando con sé molti prigionieri.
Questo fallimento spinse i romei a chiedere aiuto ai Magiari, all'epoca stanziati nelle steppe situate tra il Dnepr e il Danubio. Leone VI inviò il suo emissario Niceta Sclero ai capi magiari Árpád e Kurszán nell'894 o nell'895 «per consegnare doni» e istigarli contro i Bulgari. Al contempo, nell'autunno dell'894, Leone VI spedì un certo Anastasio a Ratisbona presso Arnulfo di Carinzia, re della Francia Orientale. Anche se non sono sopravvissuti resoconti che riferiscano lo scopo della missione, si trattava molto probabilmente di una mossa volta a scoraggiare una coalizione tedesco-bulgara che era già esistita in precedenza tra Arnulfo e il predecessore di Simeone I, Vladimiro-Rasate.
Agli inizi dell'895 il talentuoso generale Niceforo Foca il vecchio fu convocato a Costantinopoli e inviato contro i Bulgari alla testa di un immenso esercito. Mentre Simeone concentrava le proprie truppe lungo la frontiera meridionale per confrontarsi con Foca, la marina bizantina sotto l'ammiraglio Eustazio Argiro salpò per il delta del Danubio per intervenire in sostegno dei Magiari. Ritenendo che Simeone I avrebbe accettato di ritirarsi, Leone VI spedì un inviato, Costantinazio, per proporre la pace. Simeone I, che aveva studiato all'Università di Costantinopoli e conosceva bene il funzionamento della diplomazia bizantina, si insospettì di questo tentativo di negoziare la pace, motivo per cui accusò Costantinazio di spionaggio e lo mise sotto custodia. Il Danubio fu sbarrato con una catena di ferro per impedire il movimento della marina e il fulcro dell'esercito fu dislocato più a nord. I Bizantini, tuttavia, riuscirono a spezzare la catena e a trasportare le orde di Magiari a sud del fiume. Gli Ungari, condotti dal figlio di Árpád Liüntika, saccheggiarono la Dobrugia e inflissero una pesante sconfitta all'esercito bulgaro comandato da Simeone I in persona. Il sovrano cercò riparo nella fortezza molto resistente di Drastar mentre i Magiari saccheggiavano e devastavano senza trovare opposizioni, giungendo in prossimità della capitale Preslav. Prima di ritirarsi verso nord, gli Ungari vendettero migliaia di prigionieri ai Bizantini.

## Negoziazioni

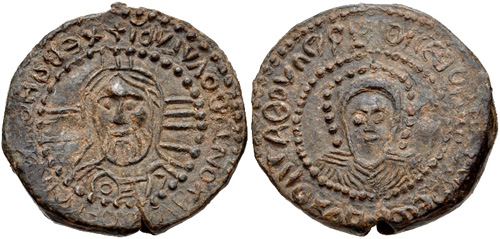
Un sigillo di Simeone I.

Dovendo affrontare una situazione difficoltosa su due fronti di guerra, Simeone inviò una proposta di pace tramite l'ammiraglio Eustazio per guadagnare tempo sufficiente e poter così fronteggiare la minaccia magiara, promettendo di restituire i prigionieri romei. Leone VI accettò la proposta, ordinò a Eustazio e a Niceforo Foca di ritirarsi e inviò il diplomatico Leone Coirosfacte in Bulgaria per negoziare i termini. Ciò era esattamente quello che si augurava Simeone I. Leone Coirosfacte venne trattenuto in una fortezza e gli fu ripetutamente rifiutata un'udienza. Al contrario, Simeone I ebbe uno scambio epistolare con lui e si impegnò a prolungare l'andamento delle trattative, mostrando sospetti sulla formulazione delle proposte bizantine, cercando costantemente chiarimenti e aggiungendo nuove richieste. Il nodo principale riguardava lo scambio dei prigionieri, considerando che la priorità bizantina era quella di ottenere il rilascio di coloro che erano stati catturati nel corso della campagna bulgara dell'894. In una delle sue lettere a Coirosfacte, Simeone I fece sfoggio delle sue abilità diplomatiche deridendo l'imperatore:
(Lettera di Simeone I a Leone Choirosphaktes)
Coirosfacte replicò con una risposta ambigua, sfruttata da Simeone come pretesto per affermare che Leone non poteva profetizzare il futuro e rifiutare la restituzione dei prigionieri, circostanza la quale prolungò ulteriormente le negoziazioni.

## Sconfitta dei Magiari e battaglia di Bulgarofigo
Mentre scambiava corrispondenza con Leone Coirosfacte, Simeone inviò dei messaggeri per stringere un'alleanza con i Peceneghi, i vicini orientali dei Magiari, e all'inizio dell'896 i Bulgari e i Peceneghi aggredirono il territorio magiaro su due fronti. Lo scontro decisivo, noto come battaglia del Bug meridionale, vide l'armata bulgara infliggere ai Magiari una devastante sconfitta. La lotta si rivelò talmente impari che si narra che le armate bulgare persero in totale 20 000 cavalieri. Al contempo, i Peceneghi avanzarono verso occidente e impedirono ai Magiari di ritornare nella loro patria. Il colpo inferto ai Magiari fu tale da costringerli a migrare ulteriormente ad ovest alla ricerca di nuovi pascoli, evento che li spinse a insediarsi infine in Pannonia e a compiere la conquista del bacino dei Carpazi, dove fondarono il potente Regno d'Ungheria.

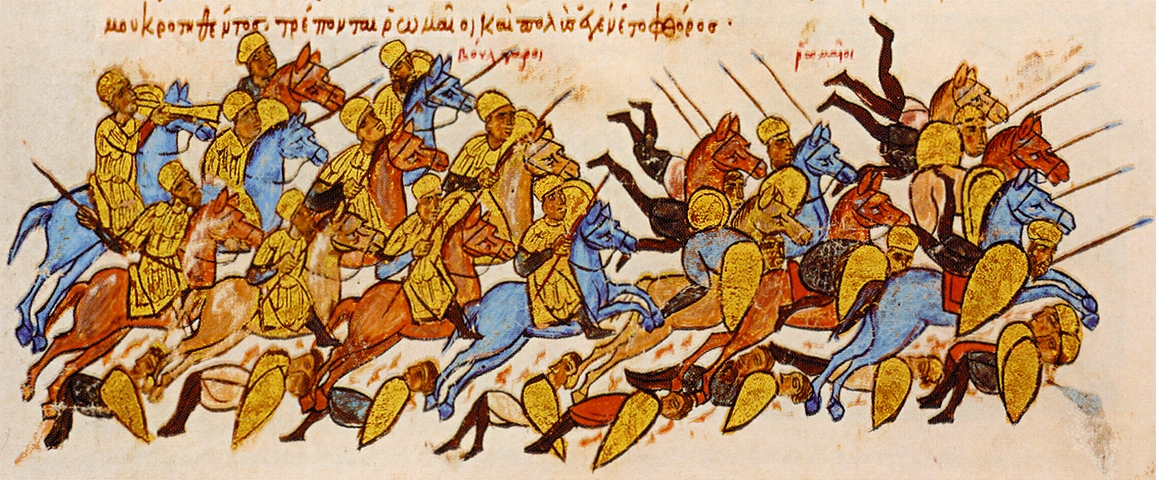
I Bulgari mandano in rotta l'armata bizantina a Bulgarofigo, Madrid Skylitzes.

Con la minaccia magiara eliminata, Simeone ritornò a Preslav «orgoglioso della vittoria» e richiese la restituzione di tutti i prigionieri bulgari come precondizione di ulteriori negoziazioni di pace. Leone VI, che si trovava in una situazione difficoltosa, dovendo in quel momento fronteggiare gli Arabi in Oriente ed essendo in quel momento privo dei servigi dell'abile generale Niceforo Foca, il quale o cadde in disgrazia a causa degli intrighi di corte di Stiliano Zautze o perì agli inizi dell'896, dovette venire a patti. Leone Coirosfrate e un inviato bulgaro di nome Teodoro, uomo di fiducia di Simeone, vennero inviati a Costantinopoli per concludere il trasferimento che fu portato a termine con successo. Interpretando ciò come un segno di debolezza, Simeone asserì che non tutti i Bulgari erano stati liberati e, con tale pretesto, nell'estate dell'896 invase la Tracia. I romei si assicurarono una fragile tregua con gli Arabi e trasferirono in Europa «tutti i Themata e i Tagmata», cioè tutte le forze militari a disposizione dell'impero. Le truppe erano sotto il comando del Domestico delle Scholae Leone Catacalo, un uomo privo del talento di Foca. Le due armate si scontrarono nella battaglia di Bulgarofigo e i Bizantini subirono una pesante disfatta: la maggior parte dei soldati perì, incluso il secondo in comando, il protovestiarios Teodosio. Catacalo riuscì miracolosamente a fuggire con alcuni superstiti. La sconfitta fu così grave che un soldato bizantino decise di intraprendere un percorso ascetico divenendo noto con il nome di Luca lo Stilita.
Le fonti bizantine non riferiscono nulla sulle conseguenze della battaglia ma, secondo il resoconto dello storico arabo coevo Muhammad ibn Jarir al-Tabari, i Bulgari marciarono verso Costantinopoli. Leone VI era talmente preso dal panico che prese in considerazione la possibilità di armare dei prigionieri di guerra arabi e inviarli contro i Bulgari in cambio della loro libertà, ma alla fine abbandonò questa idea. Ulteriori negoziazioni seguirono finché i Bizantini non accettarono le condizioni bulgare.

## Conseguenze

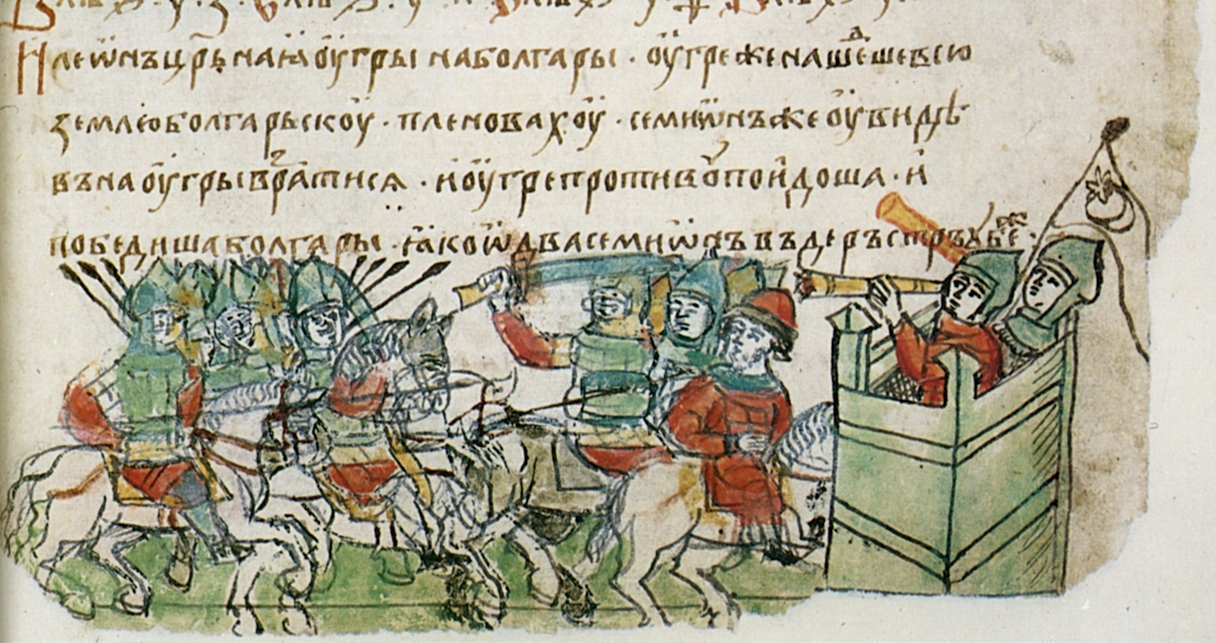
Una rappresentazione di una battaglia combattuta nel corso della guerra bulgaro-bizantina dell'894–896, Cronaca dei Radziwiłł

La guerra terminò con un trattato di pace che confermò la supremazia bulgara sui Balcani, abolì le restrizioni commerciali e obbligò l'Impero bizantino a versare un tributo annuale. Il trattato impose inoltre ai Bizantini di cedere alla Bulgaria la regione tra il Mar Nero e Strandža. In cambio, i Bulgari liberarono i soldati e i civili bizantini da loro catturati, che si narra fossero ben 120 000. Il trattato di pace rimase in vigore fino al 912, malgrado Simeone I lo violò in seguito al sacco di Tessalonica nel 904, ottenendo ulteriori concessioni territoriali in Macedonia.
Il monarca bulgaro rimase soddisfatto dei risultati e cominciò a pensare che la sua superiorità sull'Impero bizantino gli avrebbe consentito di soddisfare le sue ambizioni politiche di assumere il trono di Costantinopoli. Nonostante il successo, tuttavia, Simeone I si rese conto che per prevalere definitivamente sul nemico la strada era ancora molto lunga. Egli avviò un ambizioso progetto di abbellimento della capitale Preslav, in modo che potesse rivaleggiare con Costantinopoli. Inoltre, Simeone I attuò delle misure volte a ridurre l'influenza bizantina sui Balcani occidentali, imponendo la sua autorità sul Principato di Serbia in cambio del riconoscimento di Petar Gojniković come suo sovrano.
La devastazione in Dobrugia per mano dei Magiari indica quanto vulnerabile fosse la Bulgaria agli attacchi scatenati a nord su istigazione dalla diplomazia bizantina. Tale informazione tornò utile nel 917, quando Simeone riuscì a sventare i tentativi romei di alleanza con i Serbi o i Peceneghi e li costrinse a combattere da soli nella battaglia di Anchialo, dove i Bizantini patirono una delle più grandi disfatte della loro storia.